# صفية (مسلسل)
صفية هو مسلسل تلفزيوني كوميدي جزائري عُرض لأول مرة في رمضان 1446 هـ (2025) على شاشة الشروق تي في.

## قصة مسلسل
في إطار كوميدي، يتابع المسلسل الحياة اليومية للزوجين عبدالقادر وصفية، حيث لا تسير الأمور كما يتوقعان أبدًا، خاصة مع تدخل ابن خالة صفية في كل صغيرة وكبيرة. بين المواقف الطريفة والمغامرات غير المتوقعة، تتحول حياتهم إلى سلسلة من الأحداث الكوميدية التي تكشف عن تحديات الزواج بطريقة خفيفة ومضحكة.

## الممثلون
البطولة
- ياسمينة عبد المؤمن
- كمال عبدات
- محمد بن دواد
- بن عطية ليلى

ضيوف شرف
- جبارة تسعديت
- عزدين بوشايب
- سالي بن ناصر
- مينة لشطر
- إيمان نوال
- هاناء منصور
- فتيحة وراد

وعدة نجوم وممثلين جزائريين

## روابط خارجية
- صفية على موقع IMDb (الإنجليزية)
- صفية على موقع قاعدة بيانات الأفلام العربية
- حلقات المسلسل